# بيرت هاثورن
بيرت هاثورن (بالإنجليزية: Bert Hawthorne) هو سائق سباق نيوزيلندي، ولد في 17 ديسمبر 1943، وتوفي في 14 أبريل 1972.